# Габалис, Антанас Антанович
Антанас Антанович Габалис (1927 год, Литовская Республика) — экскаваторщик Акмянского цементного завода Литовского совнархоза. Герой Социалистического Труда (1960). Депутат Верховного Совета СССР 6-го созыва.
Родился в 1927 году в крестьянской семье. Окончил начальную школу. В 1950—1953 годах проходил срочную службу в Советской Армии. После трудился экскаваторщиком на Акмянском цементном заводе.
Ежегодно досрочно выполнял личные социалистические обязательства и плановые производственные задания. Одним из первых на заводе удостоился почётного звания «Ударник коммунистического труда». 28 мая 1960 года Указом Президиума Верховного Совета СССР удостоен звания Героя Социалистического Труда «за выдающиеся производственные успехи и проявленную инициативу в организации соревнования за звание бригад и ударников коммунистического труда» с вручением ордена Ленина и золотой медали Серп и Молот.
Избирался депутатом Верховного Совета СССР 6-го созыва (1962—1966).